# 비교생리학
비교생리학(comparative physiology)은 유기체의 생리 과정 및 기능적 특성의 다양성을 연구하고 활용하는 생리학의 하위 분야이다. 진화생리학 및 환경생리학과 밀접한 관련이 있다. 많은 대학에서 동물 생리학의 비교 측면을 다루는 학부 과정을 제공한다. 클리포드 래드 프로서(Clifford Ladd Prosser)에 따르면 비교 생리학은 정의된 학문이 아니라 관점, 철학이다.

## 역사
원래 이 분야의 최근 역사에서 서술된 바와 같이, 생리학은 주로 인간에 초점을 맞추었고, 대부분 의료 관행을 개선하려는 욕구에서 비롯되었다. 생리학자들이 처음으로 서로 다른 종을 비교하기 시작했을 때 유기체가 어떻게 작동하는지 이해하려는 단순한 호기심에서 비롯된 경우도 있었지만 기본적인 생리학적 원리를 발견하려는 욕구에서 비롯되기도 했다. 특정 질문을 연구하는 데 편리한 특정 유기체의 사용은 크로그(Krogh) 원리로 알려져 있다.

## 같이 보기
- 아우구스트 크로그
- 클로드 베르나르
- 비교해부학
- 생리생태학
- 인체
- 생리학